# Micropterix aureofasciella
Micropterix aureofasciella là một loài bướm đêm thuộc họ Micropterigidae. Nó được Heath miêu tả năm 1986. Nó là loài duy nhất được tìm thấy ở Algérie, ở đó nó occurs along the coastal belt from Algiers to Philippeville.